# Островът (филм, 2000)
Вижте пояснителната страница за други значения на Островът.
„Островът“ (на корейски: 섬) е южнокорейски филм от 2000 година, драма на режисьора Ким Ки Дук по негов собствен сценарий.
В центъра на сюжета е млада жена, която обслужва група понтонни бунгала в отдалечено езеро, и нейната кратка и бурна любовна връзка с клиент, укриващ се от полицията. Главните роли се изпълняват от Су Джун и Ким Ю Сук.
„Островът“ е първият значим международен успех на Ким Ки Дук и е номиниран за наградата „Златен лъв“.